# Розы красные (фильм)
«Розы красные» (англ. Roses Are Red) — фильм нуар режиссёра Джеймса Тинлинга, который вышел на экраны в 1947 году.
Фильм рассказывает о молодом окружном прокуроре (Дон Касл), на которого поразительно похож один из бандитов, который только что вышел на свободу. Криминальный босс города решает использовать эту ситуацию, похитив прокурора и заменив его своим ставленником, однако прокурору удаётся вырваться на свободу и разоблачить преступников.
Критика отметила, что фильм страдает от невероятных совпадений, вместе с тем, современные специалисты отметили его достаточно высокий уровень для фильмов категории В, особенно выделив актёрскую игру Дона Касла в главной роли.

## Сюжет
Полиция начинает расследование убийства проститутки Пегги Форд, которая 10 часов назад была задушена в своей комнате. Среди её вещей полиция обнаруживает фотографию Роберта А. Торна (Дон Касл), который в тот же день официально вступает в должность окружного прокурора. О назначении Торна продажный лейтенант полиции Рокки Уолл (Джо Сойер) докладывает местному криминальному боссу Джиму Локку (Эдвард Кин), передвигающемуся в кресле-каталке немолодому человеку с интеллигентными манерами, который увлекается бойцовыми рыбками. Однако Локка не очень беспокоит новый прокурор, который обещал очистить город от организованной преступности, так как он считает, что купить можно каждого. На приём к Локку приходит один из местных бандитов Эйс Оливер (Дуглас Фоули), однако Локк отказывается его принимать и поручает своему подручному Дюку Арно (Чарльз Макгроу) выпроводить его. Уходя, Эйс говорит, что он ещё заставит их о себе вспомнить. Уолл говорит Локку, что Эйс может заговорить, однако Арно обещает боссу, что этого не будет.
Тем же вечером Джилл Карни (Патриция Найт) видит в газете фото нового окружного прокурора, который как две капли воды похож на её мужа Дона Карни (Дон Касл). Дон, который уже два года находится в тюрьме, неожиданно появляется в дверях дома с букетом цветов, объявляя жене, что его выпустили условно-досрочно за примерное поведение. После поцелуев и объятий Джилл показывает мужу фото Торна в газете, а также информацию об убийстве Пегги Форд, у которой была фотография Торна, однако Дон заявляет, что не имеет к убийству отношения, так как освободился только сегодня утром. Согласно газете, Торн заявил, что также никогда не встречался с Пегги Форд. Джилл счастлива, что муж вернулся домой и предлагает попробовать жить честно, как все порядочные граждане, однако у Дона, который не лишён артистических способностей, возникает желание заработать на своём чрезвычайном внешнем сходстве с окружным прокурором. В это время местная журналистка Марта Маккормак (Пегги Кнудсен) встречается дома с Торном, целуясь и обсуждая с ним предстоящую свадьбу. Марта предлагает пригласить Эйса Оливера к себе домой, чтобы пообщаться с ним в неформальной обстановке, рассчитывая, что так будет проще его разговорить. Однако когда некоторое время спустя Эйс входит в её дом, в коридоре его нагоняет направленный Арно киллер Джордж «Бастер» Кули (Пол Гилфойл), и несколькими выстрелами убивает Эйса.
Вскоре в полицейском участке Уолл докладывает капитану Шарки (Клифф Кларк) о том, что при попытке бегства из города задержан Кули. Полиция предъявляет ему обвинение в убийстве Пегги Форд, так как его отпечатки обнаружены повсюду в её квартире. Кули сознаётся в том, что познакомился в тот вечер с Пегги в баре, откуда они поехали к ней домой, однако дальше ничего не помнит, так как был сильно пьян. Кули помещают в камеру, однако вскоре на встречу с ним приезжает адвокат Липтон (Чарльз Лейн), которого прислал Арно. Липтон говорит Кули, что у того практически нет шансов избежать наказания и советует ему сознаться в преступлении, тем самым сократив себе срок наказания. Однако Кули угрожает адвокату, что если его не вытащат из тюрьмы, то он заговорит. Липтон докладывает о разговоре Локку, и тот, понимая, что Кули, у которого уже было три срока и ему грозит пожизненное, нечего терять, и он может заговорить. Вскоре на приём к Локку приходит Торн, говоря, что готов к сотрудничеству во взаимных интересах. Он говорит, что за хорошее вознаграждение готов помогать Локку в его делах. После торга о цене за его услуги, Локк понимает, что имеет дело не с Торном, а с Карни, который только что вышел на свободу. Локк хвалит его за хорошую игру и предлагает поработать вместе. Торн подвозит Марту домой, обсуждая арест Кули и его возможное признание. Проводив Марту до подъезда, Торн возвращается в свой автомобиль, куда уже спрятался один из бандитов Арно по имени Наклз (Джефф Чандлер). Когда Торн садится за руль, Наклз с заднего сидения бьёт его рукояткой пистолета по голове, а затем отвозит в отдалённый загородный дом. Придя в себя, Торн видит, что находится в запертой комнате со всеми удобствами. Некоторое время спустя в комнате появляются Наклз и Карни, который сообщает, что через неделю займёт прокурорское кресло вместо него, а пока должен максимально изучить манеры и повадки Торна, чтобы никто не заметил подмены. Карни обещает обсудить дальнейшую судьбу Торна неделю спустя, а пока за ним будет наблюдать Наклз. На следующий день Карни приходит понаблюдать за тем, как Торн принимает пищу, одновременно демонстрируя глубокую осведомлённость о его личной жизни. Он рассказывает, что тоже хотел стать юристом и даже поступил учиться, пока не попал в тюрьму.
Тем временем газеты сообщают об исчезновении окружного прокурора. Капитан Шарки возглавляет его поиски, однако никаких зацепок по горячим следам нет. Недовольная ходом расследования, Марта решает самостоятельно заняться поисками жениха. Она начинает своё расследование с единственной зацепки — старой фотографии человека, напоминающего Торна, которую полиция обнаружила на месте недавнего преступления. В фотолаборатории своей газеты она выясняет, что фотография отпечатана на очень редкой бумаге, которую используют лишь несколько фотографов по всей стране. Составив список потенциальных фотографов, она отправляется в поездку, и в итоге находит фотолабораторию, в которой был отпечатан этот снимок. Выяснив по записям в лаборатории имя и адрес Карни, Марта приезжает к нему домой, где встречает Джилл. Та сообщает, что её муж несколько дней назад уехал работать на ранчо, однако как сообщает его инспектор по удо, Карни на ранчо так и не появился. По прошествии недели Торн понимает, что ему грозит смерть. Оставшись в комнате наедине с Карни, Торн набрасывается на него, несколькими ударами посылая в глубокий нокаут, а затем переодевается в его одежду. Когда в комнату заходит Наклз, то видит Торна, принимая его за Карни, а также лежащего без сознания Карни, которого принимает за Торна. Он выводит Торна из комнаты, после чего возвращается и убивает Карни. Затем Наклз отвозит Торна на край скалы, где сталкивает его машину в пропасть, самого Торна избивает, а затем анонимно звонит в скорую помощь, сообщая о несчастном случае на дороге.
Торн попадает в больницу, где его навещает Уолл, сообщая, что теперь он будет передавать ему указания от Локка, с которым сам Торн больше встречаться не будет. На последующей пресс-конференции Торн рассказывает, что был похищен неизвестными в масках, которые продержали его неделю в закрытом помещении, а затем неожиданно отпустили. По дороге за рулём автомобиля он от изнеможения потерял сознание и едва не погиб в автоаварии. Вскоре Марта возвращается к себе домой, где её ожидает Торн. Подозревая, что это может быть Карни, она направляет на него пистолет. Торн пытается доказать, что это он, однако никакие воспоминания из прошлого не убеждают Марту, и лишь когда Торн целует её, она понимает, кто он такой. После этого Торн рассказывает Марте всё, что с ним произошло в последние дни. На следующий день в офисе окружного прокурора Торна навещает Уолл, сообщая, что его официально прикомандировали к прокуратуре, и теперь они будут работать в тесном контакте. Уолл передаёт Торну первое задание от Локка — выпустить на свободу Кули. Однако Торн заявляет, что это будет слишком подозрительно, и предлагает организовать побег Кули в тот момент, когда его с острой зубной болью повезут к дантисту. Торн рассказывает Марте о разговоре с Уоллом. Некоторое время спустя Кули сидит в камере, изображая приступ зубной боли. Вскоре появляется Уолл, который увозит Кули якобы к врачу. По дороге, когда Уолл собирается убить Кули якобы при попытке к бегству, машину Уолла блокируют трое молодых парней во главе с Рэем (Джеймс Арнесс), братом Марты. Под угрозой оружия, они приковывают Уолла наручниками к рулю, а Кули увозят. Вскоре они доставляют Кули домой к Марте, где его ждёт для разговора Торн. Прокурор заявляет Кули, что Уолл по приказу Локка должен был убить его. Торн только что спас его от смерти и теперь требует, чтобы тот всё рассказал. Кули соглашается дать показания в суде на Локка, Арно и Уолла.
Вернувшись в свой офис, Торн встречает Уолла, который рассказывает о случившемся. Вскоре на приём к Торну просится Джилл, и Уолл советует Торну принять её. Торн максимально осторожно разговаривает с Джилл, чтобы она не заметила подмены, и просит её из предосторожности временно уехать из города, пока они не закончили здесь свои дела. Перед расставанием Джилл крепко целует Торна, после чего Уолл вызывается подвезти её на вокзал. По дороге Джилл заявляет Уоллу, что это был не её муж, так как он неправильно целовался. Уолл вместе с Джилл приезжает к Локку, передавая ему её слова. Локк заявляет, что единственной ниточкой, которая связывает его с Торном, является Уолл, и потому тот должен немедленно исчезнуть. Понимая, что эти слова для него смертельно опасны, Уолл решает немедленно бежать. Он достаёт пистолет и направляет его на Локка, требуя денег за свою работу. Локк достаёт пачку денег из тайного сейфа, расположенного внутри аквариума, и передаёт их Уоллу, а затем опускает руку на подлокотник кресла-каталки, в которую у него вмонтирован пистолет. Тем временем Рэй с друзьями приезжает в загородный дом, арестовывая Наклза и обнаруживая убитого Арно. Затем Рэй с приятелями приезжает к Локку как раз в тот момент, когда Уолл и Локк стреляют и убивают друг друга. Некоторое время спустя в офисе прокурора Джилл даёт показания по этому делу. Торн благодарит её за сотрудничество и отпускает, на прощание спрашивая, как она разгадала его во время встречи. Джилл отвечает, что Торн целуется хуже, чем Карни, видимо, из-за недостатка практики. Торн обещает исправить это и целует Марту.

## В ролях
- Дон Касл — Роберт А. Торн / Дон Карни
- Пегги Кнудсен — Марта Маккормак
- Патриция Найт — Джилл Карни
- Джо Сойер — лейтенант полиции Рокки Уолл
- Эдвард Кин — Джим Локк
- Джефф Чандлер — Джон Джонс, он же Наклз
- Чарльз Макгроу — Дюк Арно
- Чарльз Лейн — Липтон
- Пол Гилфойл — Джордж «Бастер» Кули
- Дуглас Фоули — Эйс Оливер
- Джеймс Арнесс — Рэй
- Лестер Дорр — репортёр (в титрах не указан)

## Создатели фильма и исполнители главных ролей
Режиссёр фильма Джеймс Тинлинг начал карьеру в 1927 году, поставив в общей сложности свыше 50 фильмов категории В, наиболее успешными среди которых были детективные мелодрамы «Чарли Чен в Шанхае» (1935) и «Игра мистера Мото» (1938).
В фильме задействована целая группа актёров, известных своими работами в фильмах нуар. Так, «исполнитель главных ролей второго эшелона, а позднее телепродюсер Дон Касл» сыграл в таких картинах, как «Невидимая стена» (1947), «Виновный» (1947), «Высокий прилив» (1947) и «Я бы не хотел оказаться в твоей шкуре» (1948).
Опытный актёр Джо Сойер снимался в картинах «Окаменелый лес» (1936), «Чёрный легион» (1937), «Гильда» (1946), «Крайний срок — на рассвете» (1946), «Двойная жизнь» (1947), «Большой город после заката» (1947), «Криминальная полоса в прессе США» (1952) и «Убийство» (1956).
Чарльз Макгроу за свою карьеру сыграл в 19 фильмах нуар, в том числе, главные роли в фильмах «Угроза» (1949), «Ограбление инкассаторской машины» (1950), «Препятствие» (1951), «Узкая грань» (1952) и «Лазейка» (1954).
Джефф Чандлер сыграл в 13 фильмах нуар, в том числе главные роли в фильмах «Брошенная» (1949), «Железный человек» (1951), «Из-за тебя» (1952), «Женщина на пляже» (1955) и «Порванное платье» (1957).

## Оценка фильма критикой

### Общая оценка фильма
После выхода фильма на экраны кинообозреватель «Нью-Йорк Таймс» Босли Краузер отнёсся к нему с юмором, написав следующее: «Что произойдёт, если бывший заключённый, в городе, который контролирует преступный босс, окажется похожим на честного окружного прокурора до такой степени, что их невозможно различить? Можете догадаться? Так и быть, мы Вам расскажем, так как только что посмотрели этот детектив о копах и грабителях. Босс похищает окружного прокурора и ставит бывшего заключённого на его место. Как, умно? Не поняли? Бывший заключённый работает окружным прокурором! Да, но что будет, если окружной прокурор сбежит (естественно, с помощью своей возлюбленной) и выдаст себя за бывшего заключённого? Вот это да! И какой сюрприз для босса!». В целом же, по мнению Краузера, фильм, к сожалению, «похож на три или четыре сотни посредственных низкобюджетных мелодрам, которые мы уже видели ранее».
По мнению Эриксона, в «сценарии Ирвинга Элмана слишком много выдумок, в которые трудно поверить», а в рецензии журнала TV Guide отмечено, что «фильм неправдоподобный, но хорошо смотрится благодаря отличной игре Касла». Рецензент Noir of the Week пришёл к заключению, что «это на удивление искусный, хорошо сделанный нуар о двойниках», который «достаточно хорош для фильма категории В. У него приличная история, хорошая актёрская игра, режиссура на уровне выше ожидаемого и приятная нуаровая картинка».

### Оценка актёрской игры
По словам Краузера, «Касл в роли бывшего заключённого ничем не отличается от Касла в роли честного окружного прокурора, Кнудсен выглядит как ментоловая конфетка, а некоторые другие актёры выглядят как настоящие бандиты». Как отметил Эриксон, «невероятно, но две исполнительницы главных женских ролей — Пегги Кнудсен и Патриция Найт — больше похожи друг на друга, чем два Касла!».